# Théorie du complot sur le SRAS
La théorie de la conspiration du SRAS a commencé à émerger lors de l'épidémie de syndrome respiratoire aigu sévère (SRAS) en Chine au printemps 2003, lorsque Sergei Kolesnikov, un scientifique russe et membre de l'Académie russe des sciences médicales, a pour la première fois rendu publique son affirmation selon laquelle le coronavirus du SRAS est une synthèse de ceux de la rougeole et des oreillons. Selon Kolesnikov, cette combinaison ne peut pas se former dans le monde naturel et le virus du SRAS doit donc avoir été produit dans des conditions de laboratoire. Un autre scientifique russe, Nikolai Filatov, chef des services épidémiologiques de Moscou, avait précédemment déclaré que le virus du SRAS était probablement d'origine humaine,. 
Cependant, des laboratoires indépendants ont conclu que ces affirmations étaient prématurées puisque le virus du SRAS est un coronavirus,, alors que la rougeole et les oreillons sont des paramyxovirus,. Les principales différences entre un coronavirus et un paramyxovirus résident dans leurs structures et leur méthode d'infection, ce qui rend peu probable la création d'un coronavirus à partir de deux paramyxovirus. 

## Description
La large diffusion des affirmations de Kolesnokov et Filatov a suscité la controverse dans de nombreux forums de discussion et salons de chat chinois. De nombreux Chinois pensaient que le virus du SRAS pouvait être une arme biologique fabriquée par les États-Unis, qui percevaient la Chine comme une menace potentielle. L'incapacité à trouver la source du virus du SRAS a encore plus convaincu ces personnes et bien d'autres que le SRAS était synthétisé artificiellement et propagé par certains individus et même par des gouvernements. Des preuves circonstancielles suggèrent que le virus du SRAS a été transmis à l'homme par des civettes de palmier asiatiques ("chats civettes"), un type d'animal qui est souvent tué et mangé dans le Guangdong, où le SRAS a été découvert pour la première fois,. 
Les partisans de la théorie de la conspiration suggèrent que le SRAS a causé les dommages les plus graves en Chine continentale, à Hong Kong, à Taïwan et à Singapour, régions où résident la plupart des Chinois, tandis que les États-Unis, l'Europe et le Japon n'ont pas été aussi touchés. Toutefois, la mortalité la plus élevée due au SRAS en dehors de la Chine s'est produite au Canada, où 43 personnes sont mortes,. Les conspirateurs soulignent en outre que le SRAS a un taux de mortalité moyen d'environ 10 % dans le monde, mais que personne n'est mort du SRAS aux États-Unis, malgré le fait qu'il y ait eu 8 cas confirmés sur 27 cas probables (10 % de 8 personnes est moins d'une personne),,. En ce qui concerne les raisons pour lesquelles les patients atteints du SRAS aux États-Unis ont connu une maladie relativement bénigne, les centres américains de contrôle des maladies ont expliqué que toute personne ayant de la fièvre et un symptôme respiratoire qui avait voyagé dans une zone touchée était incluse dans la catégorie des patients atteints du SRAS aux États-Unis, même s'il s'est avéré que beaucoup d'entre eux avaient eu d'autres maladies respiratoires,. 
Tony Zeng, un militant sans formation médicale, a écrit le livre La dernière ligne de défense : Concerns About the Loss of Chinese Genes, publié en 2003. Dans ce livre, Zeng suggère que des chercheurs américains pourraient avoir créé le SRAS comme arme biologique anti-chinoise après avoir prélevé des échantillons de sang en Chine pour une étude de longévité dans les années 1990. L'hypothèse du livre a fait la une du Southern Metropolis Daily, un journal de Guangzhou. 
Des coronavirus similaires au SRAS ont été trouvés chez les chauves-souris en Chine, ce qui suggère qu'ils pourraient être leur réservoir naturel. 